# Sverre Stenersen
Sverre Stenersen (Målselv, 18 juni 1926 - aldaar, 17 december 2005) was een Noors wintersporter. 

## Carrière
Stenersen won driemaal de Noordse Cominatiewedstrijd op de Holmenkollen. Stenersen won tijdens de spelen van 1952 in eigen land de bronzen medaille bij de Noordse Combinatiewedstrijd. Vier jaar later won Stenersen de gouden medaille tijdens de spelen van 1956. Stenersen nam tijdens de spelen ook deel aan het langlaufen en schansspringen zonder hierbij aansprekende resultaten te behalen.

## Belangrijkste resultaten

### Langlaufen

#### Olympische Winterspelen
| Editie | Plaats | Resultaten |
| ------ | ------ | ---------- |
| 1952   | Oslo   | 27e 18 km  |

#### Wereldkampioenschappen langlaufen
| Jaar | Plaats | Resultaten |
| ---- | ------ | ---------- |
| 1952 | Oslo   | 27e 18 km  |

### Noordse combinatie

#### Olympische Winterspelen
| Editie | Plaats            | Resultaten     |
| ------ | ----------------- | -------------- |
| 1952   | Oslo              | individueel    |
| 1956   | Cortina d'Ampezzo | individueel    |
| 1960   | Squaw Valley      | 5e individueel |

#### Wereldkampioenschappen noordse combinatie
| Jaar | Plaats            | Resultaten     |
| ---- | ----------------- | -------------- |
| 1952 | Oslo              | individueel    |
| 1954 | Falun             | individueel    |
| 1956 | Cortina d'Ampezzo | individueel    |
| 1958 | Lathi             | individueel    |
| 1960 | Squaw Valley      | 5e individueel |

### Schansspringen

#### Olympische Winterspelen
| Editie | Plaats            | Resultaten      |
| ------ | ----------------- | --------------- |
| 1956   | Cortina d'Ampezzo | 35e individueel |

#### Wereldkampioenschappen schansspringen
| Jaar | Plaats            | Resultaten      |
| ---- | ----------------- | --------------- |
| 1956 | Cortina d'Ampezzo | 35e individueel |